# 格林杜鄉 (雅洛米察縣)
44°47′00″N 26°55′00″E / 44.7833°N 26.9167°E
格林杜鄉（羅馬尼亞語：Grindu, Ialomița），是羅馬尼亞的鄉份，位於該國南部，由雅洛米察縣負責管轄，處於布加勒斯特以北70公里，每年平均降雨量927毫米，海拔高度64米，2007年人口2,177。